# Podgora (gmina Šmartno ob Paki)
Podgora – wieś w Słowenii, w gminie Šmartno ob Paki. W 2018 roku liczyła 186 mieszkańców.